# Мачо
Ма́чо (исп. macho — букв. «самец») — агрессивный, прямолинейный мужчина, обладающий ярко выраженной сексуальной привлекательностью.
Слово происходит от испанского macho (самец). В испанском macho, в применении к животным, имеет нейтральное значение мужской пол, в противоположность hembra — женский пол или самка. В применении к человеку, в частности из-за испанской субкультуры Махо, в зависимости от интонации, контекста, говора и региона, это слово может иметь самые разные оттенки значения — как достаточно нейтральные «мужчина», так и более эмоциональные «кобель», «мужлан», «женоненавистник». Может употребляться позитивно, нейтрально, негативно.
В испаноязычных странах термин «мачо» возник для описания мужчины ярко выраженного мужского типа средиземноморской или латиноамериканской внешности (обязательно шатен или брюнет) и сексуальности, проявляющего стереотипические мужские качества. Термин распространился в Средиземноморье, а затем и по всему миру (в том числе попав в русский язык), где значение слова исказилось и переняло качества выше перечисленные, в том числе агрессивность, плодовитость, брутальность, которые свойственны «мачо».
Нередко это слово используется с иронией (как в финско-немецком документальном фильме «Мачо на досуге») или сарказмом. Не последнюю роль в популяризации образа мачо сыграла испанская литература и латиноамериканские телесериалы (так называемые теленовеллы).

## Мачизм
Под мачизмом понимают проявления агрессивной маскулинности, граничащие или сопровождающиеся мужским шовинизмом. С точки зрения психологии мачизм является механизмом самоутверждения и борьбы с комплексом неполноценности. К мачизму относят, в частности, пикап и домашнее насилие, транспортным мачизмом называют мэнспрединг.